# Хербад
Хербад (такође хирбад, хербед или ервад ) је титула која се даје зороастријским свештеницима мањег реда.
У данашње време, хербад је најнижи чин у зороастријском свештенству и додељује се након основне наварске церемоније која означава почетак теолошке обуке.
За разлику од мобада или дастура, хербад можда не слави јасну, главну службу. Међутим, он може помоћи. Хербад такође не може да служи при рецитацији Вендидада, која је резервисана за свештенике вишег степена.